# 醚
醚，是一種有机化合物，其特徵為具有醚官能团。醚官能团是由一个氧原子连接两个烷基或芳基所形成，醚的通式为：R–O–R。它还可看作是醇或酚羟基上的氢被烃基所取代的化合物。

醚一般的结构

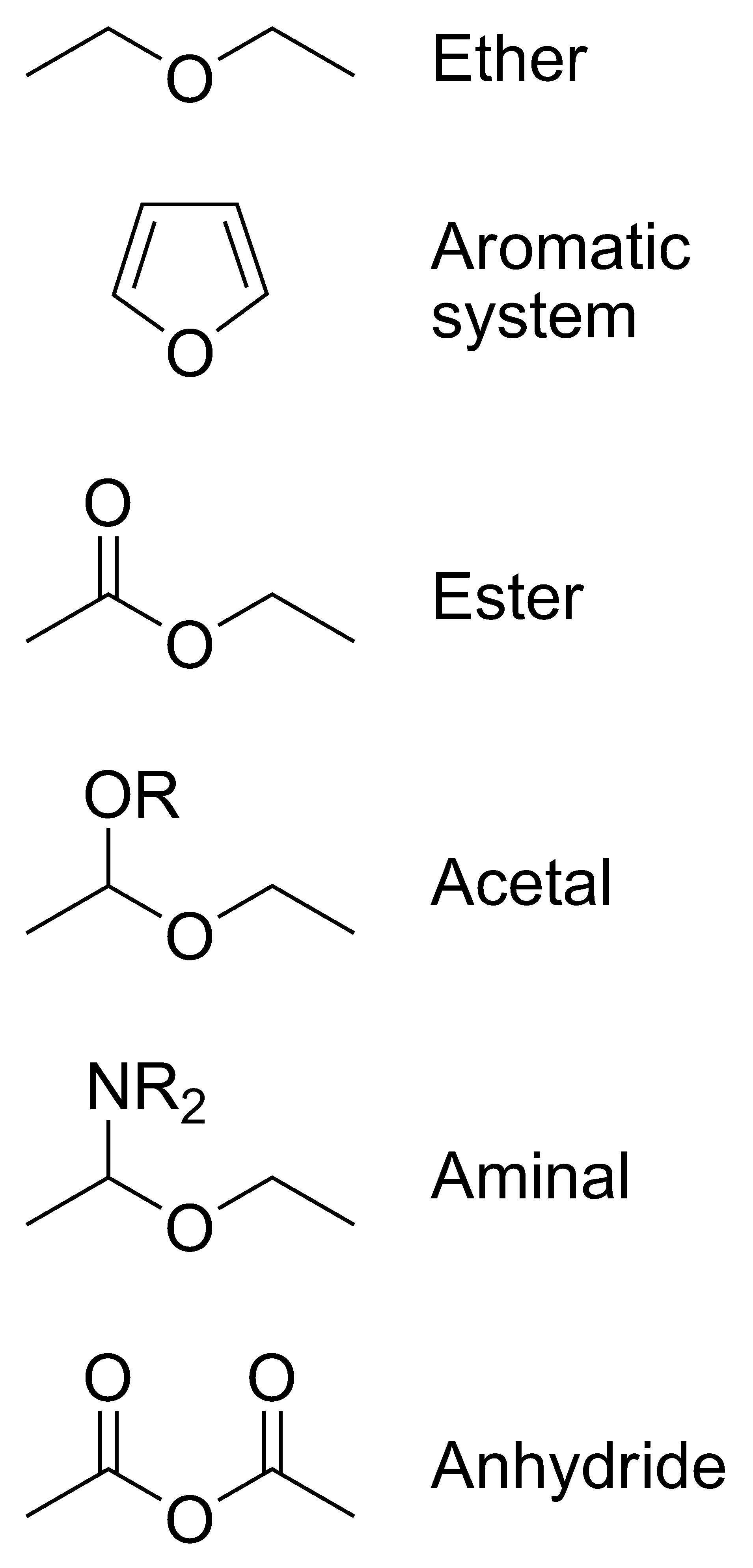
不是所有结构为R-O-R'的化学物质都是一种醚。

乙醚是一種常見的醚类，它常用于有机溶剂与医用麻醉剂。由于其在化学中的常用性（乙醚是最常用的醚类溶剂），我们还有时将乙醚直接简称为“醚”。結構最簡單的醚类是二甲醚 。醚类化合物的应用常见于有机化学和生物化学，它们还可作为糖类和木质素的连接片段。

## 结构和化学键
醚的结构通式为：R-O-R(R')、Ar-O-R或Ar-O-Ar(Ar')（R＝烃基，Ar＝芳烃基）。醚的键角约为110°，C-O键长为140pm，C-O键的旋转能垒的能量很小，而水、醇与醚分子中氧的键合能力也与此相似。根据价键理论，氧原子的杂化状态是sp3。
氧原子的电负度比碳更强，因此与氧连接的α氢原子酸性强于碳连接的α氢原子，然而其酸性比不上羰基α氢原子。

## 分类
醚可以根据醚键是否成环分为直链醚和环醚两大类。
分子中含有多个乙烯氧基（-CH2CH2O-）结构单元的大环醚称为冠醚。冠醚是一种大环多醚，因分子形状类似王冠而得名。
在直链醚中，氧原子所連結的兩個烴基相同者被稱為单醚，不同者被稱為混醚，若含芳基者則被稱為芳香醚。

## 命名
醚的普通命名法是于烃基后加上“醚”字，习惯上对称醚的“二”字可省略。醚的两个不同基团排列顺序通常是：先小基团后大则为：苯基或芳烃基在前。英文命名则按字母顺序。
遇到复杂的直链氧时，使用烃氧基（如烷氧基、烯氧基、苯氧基等）官能团命名。例如，“1,2-二(1-丙烯氧基)乙烷”（1,2-di(1-propenoxy)ethane）、“1,2-双(烯丙氧基)乙烷”（1,2-Bis(allyloxy)ethane）等等。
环醚则使用氧杂环命名法命名，但氧杂环丙烷通常用环氧基作用到烷烃的方式命名。遇到对称的冠醚时，还可命名为 x-冠-y，x代表环总原子数，y代表环中氧原子数。

## 物理性质
醚分子不能互相形成氢键，因此它们具有和醇类相比较低的沸点。醚具有微弱的极性，这是由于醚官能团中碳氧碳的键角约110度，而碳氧之间的极性差异没有抵消（不同于二硫化碳之类的线型分子）。醚类极性不如醇、酯与酰胺类化合物，但是强于烯烃的极性。醚氧原子的孤电子对使它有可能与水分子形成氢键。
环状醚类比如四氢呋喃和1,4-二噁烷能与水混溶，这是因为这类醚分子的氧原子比起烷基醚（链状醚）来说更暴露于分子之外，所以极性比起后者更大。
| 常見烷基醚的理化数据 | 常見烷基醚的理化数据 | 常見烷基醚的理化数据 | 常見烷基醚的理化数据 | 常見烷基醚的理化数据   | 常見烷基醚的理化数据 |
| 醚                   | 结构                 | 熔点(°C)             | 沸点 (°C)            | 一升水当中的溶解度 H2O | 偶极矩 (D)           |
| -------------------- | -------------------- | -------------------- | -------------------- | ---------------------- | -------------------- |
| 甲醚                 | CH3-O-CH3            | -138.5               | -23.0                | 70 g                   | 1,30                 |
| 甲乙醚               | CH3-O-CH2CH3         | -113                 | 7.4                  |                        |                      |
| 乙醚                 | CH3CH2-O-CH2CH3      | -116.3               | 34.4                 | 6.9 g                  | 1.14                 |
| 正丁醚               | C8H18O               | −95                  | 141                  | 0.3                    |                      |
| 二叔丁醚             | C8H18O               | −61                  | 107.2                |                        |                      |
| 甲基叔丁基醚         | C5H12O               | −109                 | 55.2                 | 42                     |                      |
| 四氢呋喃             | O(CH2)4              | -108.4               | 66.0                 | 互溶                   | 1.74                 |
| 二氧六环             | O(C2H4)2O            | 11.8                 | 101.3                | 互溶                   | 0.45                 |

## 反应

乙醚过氧化物多聚体的结构

醚类总体来说化学活性都较低，但强于烷烃（环氧化物、酮、缩醛参见各自条目）。
与醚相关的重要反应讲解如下：

### 醚的裂解
虽然醚不能轻易的发生水解反应，但于酸性条件下（如：氢溴酸或氢碘酸），可断裂为醇。盐酸条件下，断裂醚的速度非常慢。如：甲醚制备溴化甲烷：
ROCH3  +  HBr   →   CH3Br  +  ROH
该类反应都是通过鎓中间体进行，如：[RO(H)CH3]+Br-.
有些醚类能于三溴化硼条件中迅速分解，有时还可用更强的路易斯酸如：三氯化铝反应，制备溴代烷烃。这些都取决于取代基的不同，还有些醚类可在特定的试剂中发生裂解，如非常强的碱。

### 过氧化物
临近氧原子，含有CH基团的一级醚或二级醚易形成有机过氧化物，如：乙醚过氧化物。该反应需要氧气（或者空气）参与，且在光、金属和醛的催化下加速反应。得到的过氧化物在高温或高浓度下具爆炸性，因此操作二异丙基醚、四氢呋喃等醚类溶剂大多都不可蒸干，而厂商在分装醚类试剂也会放入一些稳定剂，防止大量产生过氧化物。

### 作为路易斯碱
醚类可作为路易斯碱及布仑斯惕碱。强酸与醚发生反应，可提供给醚氧原子一个质子，从而形成：“鎓离子”，如：乙醚可以与三氟化硼形成络合物(BF3.OEt2) 。醚还可与二价镁络合成格氏试剂。多聚醚都可与碱金属离子牢固的结合。

### α-卤化反应
该反应类似于醚的α氢原子发生过氧化的反应，如：单质氯制备α-氯化醚的反应。

## 合成
醚在实验室条件下可通过许多方法合成，以下枚舉數種。

### 醇的脱水
醇可通过脱水反应制备醚：
2 R-OH → R-O-R +H2O（高温下）
该反应过程需要高温（通常在125°C）。该反应还需要酸的催化（通常为硫酸）。上述方法对于制备对称醚来说有效，但对于不对称醚却无能为力，如：乙醚易于通过此法制备，环醚也同样可用此方法制备（分子内脱水）。另外此方法还会引入一定的副产物，如分子内脱水产物：
R-CH2-CH2(OH) → R-CH=CH2 + H2O
另外此法只能合成一些简单的醚，对于复杂的分子醚类分子不太试用。对于复杂分子则需要更温和的条件来合成。

### 威廉森醚合成
卤化烃和醇盐发生亲核取代反应：
R-ONa + R'-X   →   R-O-R' + NaX
该反应称作：威廉姆逊合成。该反应通过用强碱处理醇，形成醇盐，而后与带有合适离去基团的烃类分子反应。这里的离去基团包括：碘、溴等卤素，或磺酸酯。该方法对于芳香卤代烃一般不适用（如：溴苯，参见Ullmann缩合）。该方法还只局限于一级卤代烃才可得到较好的收率，对于二级卤代烃与三级卤代烃则由于太易生成E2消除产物而不适用。
在相似的反应中，烷基卤代烃还可与酚负离子发生亲核取代反应。R-X虽不能与醇反应，但酚却能够进行该反应（酚酸性远高于醇），它可通过一个强碱，如：氢化钠先形成酚负离子再进行反应。酚可取代卤代烃中的X离去基团，形成酚醚的结构，该过程为SN2机理。
C6H5OH + OH- → C6H5-O-  +  H2O
C6H5-O- + R-X   →   C6H5OR

### Ullmann二芳醚合成
Ullmann二芳醚合成的反应很类似于威廉姆逊反应，不同之处在于底物是芳香卤代烃。该反应需要催化剂才能进行，如：铜。

### 醇对于烯烃的亲电加成反应
醇可与活化后的烯烃进行亲电加成：
R2C=CR2+ R-OH → R2CH-C(-O-R)-R2
该反应需要酸催化，三氟醋酸汞(Hg(OCOCF3)2)常可作为这种反应的催化剂，反应生成具有弗拉基米尔·瓦西里耶维奇·马尔科夫尼科夫（Markovnikov）立体化学的醚类。使用相似的反应条件，四氢吡喃醚（THP）可作为一种醇的保护基。

### 制备环氧化合物
环氧化合物通常由烯烃氧化制备。在工业生产中，最重要的环氧化合物是：环氧乙烷，它通过乙烯和氧气制备。其他的过氧化合物还可通过以下方法制备：
- 通过过氧酸和烯烃来制备，如：间氯过氧苯甲酸（mCPBA）。
- 通过卤化醇分子内的亲核取代反应来制备。

## 重要的醚
| Chemical structure of ethylene oxide      | 环氧乙烷          | 最小的环状醚。                                                                                               |
| Chemical structure of dimethyl ether      | 甲醚              | 一种新型的可再生替代燃料，可以和十六烷以一定的比例混合作为柴油内燃机的燃料。                                 |
| Chemical structure of diethyl ether       | 乙醚              | 一种常用的低沸点溶剂 (沸点：34.6°C)，早期用作麻醉剂。可以用作启动柴油发动机的燃料。                          |
| Chemical structure of Dimethoxyethane     | 二甲氧基乙烷(DME) | 一种高沸点溶剂 (沸点为 85°C)。                                                                               |
| Chemical structure of dioxane             | 二氧六环          | 一种高沸点的环状的醚 （沸点为101.1°C）。                                                                     |
| Chemical structure of THF                 | 四氢呋喃(THF)     | 一种环状醚类，是有机合成当中极性最大醚类溶剂之一。                                                           |
| Chemical structure of anisole             | 茴香醚(苯甲醚)    | 一种“芳香醚”，是大茴香种子精油的主要组分。                                                                   |
| Chemical structure of 18-crown-6          | 冠醚              | 环状多聚醚用来做相转移催化剂。                                                                               |
| Chemical structure of polyethylene glycol | 聚乙二醇(PEG)     | 一种线形的多聚醚，可以用作化妆品添加剂或者药物材料（其具有高水溶性，可以让一些非水溶性分子大大增加水溶性）。 |

## 外部連結
- ILPI page about ethers.
- An Account of the Extraordinary Medicinal Fluid, called Aether （页面存档备份，存于）, by M. Turner, circa 1788, from Project Gutenberg